# Горный шиповник
Горная роза, также горный шиповник (лат. Rosa montana) — вид растений рода шиповник семейства розовые. Распространён в горных регионах Европы и Турции. Название происходит от латинского слова montanus — «горный».

## Ареал
Горный шиповник распространен в центральной и южной Европе, Турции, возможно, на Кавказе и в Алжире. Встречается, главным образом, в горных районах.

## Описание
Кусты горного шиповника вырастают в высоту от 1 до 2 метров. Стебли снабжены много численными колючками. Листья сложные, состоят из 5—7 небольших листочков. Цветки диаметром 2—3 см с пятью бледно-розовыми лепестками и многочисленными желтыми тычинками. Плод достаточно большой, часто почти шаровидный, имеет темно-красный цвет. Период цветения: июнь — август.